# Lumpkin megye
Lumpkin megye az Amerikai Egyesült Államokban, azon belül Georgia államban található. Megyeszékhelye és legnagyobb városa Dahlonega. Lakosainak száma 33 488 fő (2020. április 1.). Lumpkin megye Union, White, Hall, Dawson és Fannin megyékkel határos.

## Népesség
A megye népességének változása:
| Lakosok száma | 30 310 | 30 479 | 30 708 | 30 918 | 31 408 | 33 488 |
|               | 2010   | 2011   | 2012   | 2013   | 2015   | 2020   |